# Ritual (In This Moment)
Ritual è il sesto album in studio del gruppo statunitense In This Moment, pubblicato il 21 luglio 2017 con etichetta Atlantic e Roadrunner Records. È il quinto album del gruppo prodotto da Kevin Churko.
L'11 maggio 2017 sono stati rivelati il titolo e la copertina dell'album; il giorno successivo è stato pubblicato il singolo Oh Lord, ed è stato attivato il pre-ordine digitale dell'album.

## Album e brani
Durante il tour nordamericano del 2017, il gruppo presentò tre brani inediti, poi inclusi in Ritual: River of Fire, una cover del brano di Phil Collins In the Air Tonight e Oh Lord; quest'ultimo è stato pubblicato come primo singolo estratto dall'album il 12 maggio 2017. Il secondo singolo, Roots, è stato pubblicato il 16 giugno 2017, accompagnato da un lyric video. Durante la seconda parte del tour nordamericano, il gruppo ha eseguito dal vivo altri brani presenti nell'album: Black Wedding, Lay Your Gun Down e The Witching Hour.
Il 10 aprile 2017, in un'intervista il chitarrista Chris Howorth ha dichiarato che il sound di Ritual si rifà a toni più seri. Maria Brink afferma che l'album è molto meno sessualizzato rispetto ai lavori precedenti: «Volevo mostrare alle persone e in particolar modo alle donne una faccia differente della mia forza, una forza che è davvero potente in me e che non ha bisogno della parte sessuale, quindi ci sono decisamente toni più seri [...] un nostro lato molto più profondo».

## Tracce
1. Salvation
2. Oh Lord – 4:07
3. Black Wedding (feat. Rob Halford)
4. In the Air Tonight (Phil Collins cover)
5. Joan of Arc
6. River of Fire
7. Witching Hour
8. Twin Flames
9. Half God Half Devil
10. No Me Importa
11. Roots – 4:09
12. Lay Your Gun Down

Traccia bonus nell'edizione giapponese
1. Creep (Radiohead cover)